# Song of Horror
Song of Horror è un videogioco survival horror del 2019 sviluppato da Protocol Games e distribuito da Raiser Games. È stato pubblicato dapprima su Microsoft Windows mediante la piattaforma Steam in episodi acquistabili singolarmente, e in seguito in edizione digitale e fisica il 16 maggio del 2020 su PlayStation 4 e Xbox One che includeva tutti gli episodi. Il gioco, un survival horror d'azione, è ispirato a titoli di successo come Eternal Darkness: Sanity's Requiem e il primo Alone in the Dark.

## Accoglienza
Secondo l'aggregatore Metacritic, Song Of Horror ha ottenuto un riscontro della critica generalmente favorevole o più che positivo: 68/100 per la versione PS4, 74/100 per la versione Steam e 79/100 per la versione Xbox One.
| Testata                          | Versione | Giudizio |
| -------------------------------- | -------- | -------- |
| Metacritic (media al 11-09-2023) | PC       | 74/100   |
| Metacritic (media al 11-09-2023) | PS4      | 68/100   |
| Metacritic (media al 11-09-2023) | XONE     | 79/100   |
| SpazioGames.it                   | PS4      | 7.8/10   |
| Multiplayer.it                   | PC       | 8/10     |
| Game Informer                    | PS4      | 8/10     |
| Pushsquare                       | PS4      | 4/10     |